# Championnat de Belgique de football 1928-1929
Navigation
Saison précédente Saison suivante
Le championnat de Belgique de football 1928-1929 est la 29e saison du championnat de première division belge. Son nom officiel est « Division d'Honneur ».
Cette saison voit la confirmation de la domination anversoise sur le football belge. Parmi les quatorze clubs engagés, six sont issus de la province d'Anvers, dont les trois premiers du classement en fin de saison. Longtemps présents en nombre et dominateurs, les clubs bruxellois ne peuvent plus rivaliser. Ils ne sont plus que trois en Division d'Honneur, le mieux placé étant le Racing CB, septième.
Le championnat connaît son épilogue lors d'un test-match électrique entre les deux grands rivaux anversois, l'Antwerp et le Beerschot, champion en titre. Le « Great Old » l'emporte et décroche ainsi le premier titre de champion de Belgique de son Histoire.
Le Football Club Malinois, promu en début de saison pour la quatrième fois en huit ans, parvient enfin à assurer son maintien après avoir fait trois fois l'« ascenseur » vers la Division 1. Les deux places de relégables reviennent au Royal Tilleur Football Club et à La Gantoise, tous deux rapidement distancés par leurs concurrents.

## Clubs participants
Quatorze clubs prennent part à la compétition, autant que lors de l'édition précédente. Ceux dont le matricule est mis en gras existent toujours aujourd'hui.
| #  | Nom                                       | Mat. | Ville      | Stades                 | En D1 depuis (série) | Total en D1 | Saison précédente |
| -- | ----------------------------------------- | ---- | ---------- | ---------------------- | -------------------- | ----------- | ----------------- |
| 1  | Royal Antwerp Football Club               | 1    | Anvers     | Bosuilstadion          | 1901-1902 (23e)      | 28e         | 7e                |
| 2  | Royal Beerschot Athletic Club             | 13   | Anvers     | Kiel                   | 1907-1908 (17e)      | 23e         | 1er               |
| 3  | Berchem Sport                             | 28   | Berchem    | Grote Steenweg         | 1922-1923 (7e)       | 7e          | 4e                |
| 4  | Royal Cercle Sportif Brugeois             | 12   | Bruges     | Stade du CS Brugeois   | 1899-1900 (25e)      | 25e         | 3e                |
| 5  | Daring Club de Bruxelles Société Royale   | 2    | Molenbeek  | Stade du Daring        | 1903-1904 (21e)      | 21e         | 10e               |
| 6  | Royal Racing Club de Bruxelles            | 6    | Uccle      | Vivier d'Oie           | 1926-1927 (3e)       | 28e         | 12e               |
| 7  | Association Royale Athlétique La Gantoise | 7    | Gentbrugge | Stade Jules Otten      | 1913-1914 (11e)      | 11e         | 6e                |
| 8  | Royal Racing Club de Gand                 | 11   | Gand       | Emmanuel Hielstadion   | 1923-1924 (6e)       | 15e         | 9e                |
| 9  | Royal Standard Club Liège                 | 16   | Sclessin   | Stade de Sclessin      | 1921-1922 (8e)       | 13e         | 2e                |
| 10 | Liersche Sportkring                       | 30   | Lierre     | Lispersteenweg         | 1927-1928 (2e)       | 2e          | 5e                |
| 11 | Football Club Malinois                    | 25   | Malines    | Achter de Kazerne      | 1928-1929 (1re)      | 4e          | Division 1 : 1er  |
| 12 | Racing Club de Malines                    | 24   | Malines    | Antwerpsesteenweg      | 1925-1926 (4e)       | 11e         | 11e               |
| 13 | Union Saint-Gilloise Société Royale       | 10   | Forest     | Stade du Parc Duden    | 1901-1902 (23e)      | 23e         | 8e                |
| 14 | Royal Tilleur Football Club               | 21   | Tilleur    | Stade du Pont d'Ougrée | 1928-1929 (1re)      | 2e          | Division 1 : 2e   |

### Localisations
| Anvers Liersche SK La Gantoise RC Gand RC Malines FC Malinois Bruxelles CS Brugeois Standard Tilleur |

#### Localisation des clubs bruxellois
les 3 cercles bruxellois sont :
(5) Daring CB SR
(7) Union SG SR
(10) R. Racing CB

#### Localisation des clubs anversois
les 3 cercles anversois sont :
(1) Royal Antwerp Football Club
(2) Beerschot AC
(3) Berchem Sport

## Déroulement de la saison

### Duel anversois pour le titre
La lutte pour le titre est rapidement réduite à un duel entre les deux grands rivaux anversois, l'Antwerp et le Beerschot. Le premier cité commence la saison par sept victoires de rang, la septième contre son rival pour prendre trois points d'avance. Derrière, les autres clubs sont irréguliers et l'écart se creuse journée après journée avec le troisième au classement. Le « Great Old » réalise alors une série de quatre partages, ce qui permet à son adversaire de revenir à égalité de points grâce à trois victoires et un match nul au soir de la onzième journée. Derrière, le Racing de Malines pointe à quatre points, le Cercle de Bruges à cinq et le Racing de Bruxelles à six.
Le 13 janvier, lors de la seizième journée de championnat, le Beerschot, deuxième à un point de l'Antwerp, est battu par le Standard de Liège, en lutte pour le maintien, et laisse les leaders prendre à nouveau trois points d'avance, avec un match de plus joué. Le soir de la 22e journée, le 17 mars 1929, les deux clubs anversois sont de nouveau à égalité après la défaite de l'Antwerp sur le terrain du Racing de Malines, troisième. Le Beerschot prend deux points d'avance deux semaines plus tard après une nouvelle défaite de son rival chez le troisième club anversois, Berchem Sport. Lorsque la dernière journée prévue est jouée le 28 avril, le Beerschot compte toujours deux points d'avance sur l'Antwerp, les deux clubs ayant encore respectivement un et deux matches en retard à jouer. Le 19 mai, les « Kielmen » s'inclinent lourdement 1-4 sur le terrain face au Liersche SK, douzième et toujours sous la menace de la relégation. Mais les hommes de la chaussée du Lisp viennent également à bout de l'autre candidat au titre le 2 juin, forçant ainsi l'Antwerp à l'emporter en déplacement à La Gantoise une semaine plus tard pour continuer à rêver au titre. C'est chose faite et les deux clubs doivent dès lors disputer un match de barrage pour l'attribution du titre, le critère de départage du plus petit nombre de défaites en vigueur pour les places de descendant(s) n'étant pas appliqué pour désigner le champion.
Disputé sur le terrain du Racing de Malines, troisième au classement final, il voit la victoire du « Great Old » sur les « Kielmen ». Les anversois décrochent leur premier titre de champion et deviennent le huitième club différent à être sacré champion de Belgique.

### Un champion sans stade
L'exploit de l'Antwerp est d'autant plus remarquable qu'il a été réalisé alors que l'équipe ne disposait plus d'un stade fixe pour jouer ses matches à domicile! Depuis 1923, le club évolue dans la plus grande enceinte de Belgique, le Bosuilstadion qui dispose de plus de 40 000 places. Mais un conflit interne mine la vie du club, entre d'un côté les actionnaires et propriétaires du club aux ambitions clairement tournées vers le professionnalisme à l'anglaise, et de l'autre les dirigeants sportifs et administratifs qui y sont fermement opposés, suivant ainsi la ligne de conduite de la fédération belge. Les premiers décident donc d'interdire l'accès au stade aux joueurs pour tenter de faire fléchir les seconds.
Durant toute la saison, l'Antwerp doit jouer ses matches à domicile sur le terrain de Berchem Sport, voire parfois sur celui du Beerschot, son rival historique. Le titre décroché en fin de saison permet d'apaiser les tensions et l'équipe est autorisée à réintégrer le Bosuil pour la saison prochaine.

### Une lutte pour le maintien à suspense
Le Racing de Malines commence mal son championnat avec deux défaites avant de se reprendre et de terminer sur le podium. Les autres équipes en difficulté durant le premier tiers de la compétition sont le Racing de Gand, Berchem Sport et le Daring, s'échangeant les places de relégables et de sauvé au fil des journées. Ces trois équipes remontent petit à petit la pente et profitent surtout de l'énorme baisse de régime de La Gantoise, encore cinquième après sept journées, qui enchaîne les matches sans victoire et se retrouve avant-dernier à la trêve. Les Gantois devancent les promus du Royal Tilleur Football Club qui font illusion durant quelques rencontres mais subissent ensuite plusieurs défaites sévères, dont un 3-9 contre le Racing de Gand lors de la douzième journée. Les Tilleuriens chutent à la dernière place du classement qu'ils ne quitteront plus jusqu'au terme de la saison.
Malgré six défaites consécutives entre la quinzième et la vingtième journée, La Gantoise continue à croire au maintien, les clubs devant lui ne parvenant pas à se détacher. Mais lorsqu'ensuite le club aligne trois victoires, ses concurrents directs en font de même, le laissant en position de relégable. Lorsque la dernière journée du championnat est disputée, le club ne compte qu'un point de retard sur le Liersche avec encore deux rencontres à jouer contre trois aux Lierrois, qui doivent cependant affronter les deux prétendants au titre. Hélas, les Gantois s'inclinent lors de leurs deux rencontres tandis que les Lierrois décrochent cinq points sur six, dont deux victoires face aux deux premiers, renvoyant La Gantoise en Division 1.

## Résultats

### Résultats des rencontres
Avec quatorze clubs engagés, 182 matches sont au programme de la saison.
| Résultats (▼dom., ►ext.)                                   | ANT | BEE | BER | CSB | DAR | RCB | LAG | RCG | LIE | FCM | RCM | STA | USG | TIL |
| R. Antwerp FC                                              |     | 2-3 | 2-0 | 3-0 | 2-0 | 5-2 | 4-1 | 3-0 | 2-0 | 0-0 | 1-1 | 3-0 | 2-2 | 2-1 |
| R. Beerschot AC                                            | 0-3 |     | 0-0 | 3-0 | 1-1 | 2-0 | 6-2 | 4-2 | 1-4 | 2-0 | 2-0 | 6-2 | 3-0 | 4-0 |
| Berchem Sport                                              | 4-0 | 0-1 |     | 0-2 | 1-1 | 2-3 | 1-2 | 3-4 | 5-3 | 2-0 | 1-1 | 1-2 | 2-2 | 2-0 |
| R. CS Brugeois                                             | 1-1 | 1-2 | 1-2 |     | 4-0 | 3-1 | 3-5 | 4-0 | 1-2 | 2-2 | 2-1 | 2-0 | 3-4 | 5-0 |
| Daring CB SR                                               | 0-1 | 2-2 | 2-2 | 2-0 |     | 0-0 | 3-0 | 3-0 | 2-0 | 1-0 | 1-3 | 0-1 | 4-2 | 2-1 |
| R. Racing CB                                               | 1-2 | 1-2 | 0-0 | 3-1 | 2-0 |     | 3-1 | 1-2 | 2-0 | 2-2 | 8-2 | 2-0 | 3-3 | 2-0 |
| ARA La Gantoise                                            | 1-2 | 2-4 | 2-3 | 2-3 | 1-1 | 5-3 |     | 0-3 | 1-0 | 2-1 | 2-3 | 2-2 | 2-1 | 7-0 |
| R. RC de Gand                                              | 0-1 | 1-1 | 1-1 | 0-2 | 6-1 | 1-0 | 4-0 |     | 5-1 | 4-4 | 2-0 | 0-2 | 1-1 | 5-1 |
| Liersche SK                                                | 3-2 | 2-2 | 1-1 | 0-1 | 2-2 | 2-2 | 4-1 | 2-2 |     | 3-2 | 2-1 | 1-2 | 1-3 | 2-1 |
| FC Malinois                                                | 0-1 | 2-2 | 2-1 | 1-2 | 7-1 | 3-0 | 3-2 | 1-1 | 0-0 |     | 6-4 | 7-0 | 5-1 | 3-1 |
| RC de Malines                                              | 3-2 | 0-4 | 6-4 | 1-0 | 1-0 | 2-0 | 7-3 | 3-1 | 2-1 | 2-1 |     | 6-2 | 1-1 | 1-0 |
| R. Standard CL                                             | 0-0 | 1-0 | 1-3 | 0-2 | 4-1 | 0-1 | 2-2 | 2-3 | 1-2 | 3-1 | 3-1 |     | 3-1 | 1-1 |
| Union St-Gilloise SR                                       | 1-2 | 2-2 | 0-3 | 3-3 | 0-4 | 2-2 | 5-4 | 5-3 | 2-2 | 3-3 | 3-4 | 2-2 |     | 3-1 |
| R. Tilleur FC                                              | 0-2 | 1-3 | 2-4 | 1-2 | 2-4 | 2-4 | 5-1 | 3-9 | 1-0 | 3-6 | 4-2 | 5-2 | 0-1 |     |
| - Victoire à domicile - Match nul - Victoire à l'extérieur |     |     |     |     |     |     |     |     |     |     |     |     |     |     |

### Évolution du classement journée par journée
La seconde moitié du championnat est perturbée par des remises générales et ponctuelles, dues notamment aux mauvaises conditions climatiques durant le mois de février 1929. Ainsi, la 17e journée, prévue le 27 janvier, est entièrement remise à l'exception d'une rencontre opposant Tilleur, dernier, à l'Antwerp, premier. Les 18e, 19e et 20e journées subissent des remises partielles qui rendent la lecture du classement difficile. Le Lierse par exemple compte alors trois rencontres de retard. Toutes ces parties reportées sont jouées entre le 9 mai et le 9 juin, après la fin programmée du championnat.
| Club/Journée             | 1  | 2  | 3  | 4  | 5  | 6  | 7  | 8  | 9  | 10 | 11 | 12 | 13 | 14 | 15 | 16 | 17 | 18 | 19 | 20 | 21 | 22 | 23 | 24 | 25 | 26 |
| ------------------------ | -- | -- | -- | -- | -- | -- | -- | -- | -- | -- | -- | -- | -- | -- | -- | -- | -- | -- | -- | -- | -- | -- | -- | -- | -- | -- |
| R. Beerschot AC          | 2  | 1  | 1  | 1  | 1  | 2  | 2  | 2  | 2  | 2  | 2  | 2  | 2  | 2  | 2  | 2  | 2  | 2  | 2  | 2  | 2  | 1  | 1  | 1  | 1  | 1  |
| R. Antwerp FC            | 4  | 3  | 2  | 2  | 2  | 1  | 1  | 1  | 1  | 1  | 1  | 1  | 1  | 1  | 1  | 1  | 1  | 1  | 1  | 1  | 1  | 2  | 2  | 2  | 2  | 2  |
| RC de Malines            | 13 | 14 | 11 | 8  | 5  | 4  | 3  | 3  | 3  | 4  | 3  | 3  | 3  | 3  | 3  | 3  | 3  | 3  | 4  | 4  | 4  | 3  | 4  | 3  | 3  | 3  |
| R. CS Brugeois           | 8  | 7  | 4  | 6  | 4  | 7  | 10 | 7  | 5  | 5  | 4  | 5  | 4  | 4  | 4  | 4  | 4  | 4  | 3  | 3  | 3  | 4  | 3  | 6  | 5  | 4  |
| R. RC de Gand            | 12 | 12 | 14 | 13 | 14 | 13 | 11 | 10 | 12 | 14 | 11 | 7  | 8  | 6  | 9  | 9  | 8  | 10 | 11 | 8  | 6  | 5  | 5  | 4  | 4  | 5  |
| FC Malinois              | 6  | 5  | 7  | 9  | 11 | 8  | 6  | 9  | 10 | 7  | 10 | 6  | 7  | 8  | 6  | 6  | 7  | 8  | 10 | 11 | 8  | 8  | 8  | 9  | 10 | 6  |
| Berchem Sport            | 9  | 13 | 12 | 14 | 10 | 11 | 13 | 11 | 14 | 12 | 8  | 11 | 12 | 10 | 8  | 8  | 10 | 11 | 12 | 12 | 12 | 11 | 10 | 8  | 7  | 7  |
| R. Racing CB             | 11 | 10 | 6  | 3  | 6  | 3  | 4  | 4  | 4  | 3  | 5  | 4  | 5  | 5  | 5  | 5  | 5  | 5  | 5  | 7  | 10 | 9  | 7  | 7  | 8  | 8  |
| Daring CB SR             | 10 | 9  | 9  | 11 | 13 | 14 | 14 | 13 | 13 | 8  | 12 | 9  | 10 | 12 | 11 | 11 | 12 | 9  | 6  | 5  | 5  | 6  | 6  | 5  | 6  | 9  |
| Union Royale St-Gilloise | 5  | 2  | 5  | 7  | 9  | 10 | 8  | 8  | 9  | 11 | 7  | 10 | 9  | 9  | 7  | 7  | 9  | 7  | 7  | 9  | 7  | 7  | 9  | 11 | 11 | 10 |
| Liersche SK              | 14 | 11 | 13 | 10 | 12 | 12 | 7  | 5  | 6  | 6  | 6  | 8  | 6  | 7  | 10 | 10 | 6  | 6  | 8  | 10 | 11 | 12 | 12 | 12 | 12 | 11 |
| R. Standard CL           | 7  | 6  | 8  | 5  | 7  | 6  | 9  | 12 | 7  | 9  | 9  | 12 | 13 | 11 | 12 | 12 | 11 | 12 | 9  | 6  | 9  | 10 | 11 | 10 | 9  | 12 |
| ARA La Gantoise          | 1  | 4  | 3  | 4  | 3  | 5  | 5  | 6  | 8  | 10 | 13 | 13 | 11 | 13 | 13 | 13 | 13 | 13 | 13 | 13 | 13 | 13 | 13 | 13 | 13 | 13 |
| R. Tilleur FC            | 3  | 8  | 10 | 12 | 8  | 9  | 12 | 14 | 11 | 13 | 14 | 14 | 14 | 14 | 14 | 14 | 14 | 14 | 14 | 14 | 14 | 14 | 14 | 14 | 14 | 14 |

### Classement final
| Rang | Équipe                   | Pts | J  | G  | N  | P  | Bp | Bc | Diff |
| ---- | ------------------------ | --- | -- | -- | -- | -- | -- | -- | ---- |
| 1    | R. Beerschot AC'''T      | 39  | 26 | 16 | 7  | 3  | 62 | 31 | +31  |
| 2    | R. Antwerp FC            | 39  | 26 | 17 | 5  | 4  | 50 | 24 | +26  |
| 3    | RC de Malines            | 31  | 26 | 14 | 3  | 9  | 58 | 56 | +2   |
| 4    | R. CS Brugeois           | 29  | 26 | 13 | 3  | 10 | 50 | 39 | +11  |
| 5    | R. RC de Gand            | 28  | 26 | 11 | 6  | 9  | 60 | 49 | +11  |
| 6    | FC Malinois              | 26  | 26 | 9  | 8  | 9  | 62 | 45 | +17  |
| 7    | Berchem Sport            | 26  | 26 | 9  | 8  | 9  | 48 | 41 | +7   |
| 8    | R. Racing CB             | 26  | 26 | 10 | 6  | 10 | 48 | 44 | +4   |
| 9    | Daring CB SR             | 25  | 26 | 9  | 7  | 10 | 38 | 45 | -7   |
| 10   | Union Royale St-Gilloise | 23  | 26 | 6  | 11 | 9  | 53 | 65 | -12  |
| 11   | Liersche SK              | 23  | 26 | 8  | 7  | 11 | 40 | 47 | -7   |
| 12   | R. Standard CL           | 23  | 26 | 9  | 5  | 12 | 38 | 55 | -17  |
| 13   | ARA La Gantoise          | 17  | 26 | 7  | 3  | 16 | 53 | 76 | -23  |
| 14   | R. Tilleur FC            | 9   | 26 | 4  | 1  | 21 | 36 | 79 | -43  |

Légende
- Champion de Belgique 1929
- Clubs devant disputer un test-match pour désigner le champion
- Club relégué pour la saison suivante

Abréviations
T : Tenant du titre 1928

 : nouveau venu depuis la saison précédente

### Test-match pour l'attribution du titre
Un test-match est organisé sur le terrain du Racing de Malines situé Antwerpsesteenweg pour départager les deux clubs anversois et désigner le champion de Belgique 1929.
| Date                   | Match                           | Résultat |
| ---------------------- | ------------------------------- | -------- |
| 16 juin 1929           | R. Antwerp FC - R. Beerschot AC | 2-0      |
| R. Antwerp FC champion |                                 |          |

### Meilleur buteur
Raymond Braine (R. Beerschot AC) avec 30 buts. Il est le neuvième joueur différent à être sacré meilleur buteur de la plus haute division belge, et le sixième belge.

#### Classement des buteurs
Le tableau ci-dessous reprend les 21 meilleurs buteurs du championnat, soit les joueurs ayant inscrit dix buts ou plus durant la saison.
| #   | Pays | Joueur                | Club                        | Buts | Matches joués |
| --- | ---- | --------------------- | --------------------------- | ---- | ------------- |
| 1.  |      | Raymond Braine        | R. Beerschot AC             | 30   | 26            |
| 2.  |      | Guillaume Ulens       | R. Antwerp FC               | 25   | 27            |
| 3.  |      | Richard Van Accolynen | R. RC de Gand               | 24   | 17            |
| 4.  |      | Désiré Bourgeois      | R. FC Malinois              | 20   | 25            |
| 5.  |      | Pierre Mertens        | R. Beerschot AC             | 16   | 24            |
| 6.  |      | Gérard Devos          | R. CS Brugeois              | 15   | 18            |
| 7.  |      | Émile Stijnen         | Berchem Sport               | 14   | 21            |
| =.  |      | Michel Vanderbauwhede | R. CS Brugeois              | 14   | 24            |
| =.  |      | Victor Frankignoulle  | Union Royale Saint-Gilloise | 14   | 24            |
| =.  |      | Pierre De Vidts       | Daring CB SR                | 14   | 25            |
| 11. |      | Jan Diddens           | RC de Malines               | 13   | 25            |
| =.  |      | François Petit        | R. Racing CB                | 13   | 25            |
| =.  |      | Julien Lammens        | ARA La Gantoise             | 13   | 26            |
| 14. |      | Léon De Coninck       | ARA La Gantoise             | 12   | 17            |
| =.  |      | Gabriël Noëth         | R. FC Malinois              | 12   | 19            |
| =.  |      | Bernard Voorhoof      | Liersche SK                 | 12   | 21            |
| =.  |      | Felix Andries         | R. FC Malinois              | 12   | 25            |
| 18. |      | Georges Mertens       | Union Royale Saint-Gilloise | 11   | 21            |
| =.  |      | Laurent Grimmonprez   | R. RC de Gand               | 11   | 25            |
| 20. |      | Edmond Moortgat       | RC de Malines               | 10   | 10            |
| =.  |      | Élie Jamart           | R. Tilleur FC               | 10   | 26            |

## Récapitulatif de la saison
- Champion : R. Antwerp FC (1er titre)
- Huitième champion de Belgique différent
- Sixième titre pour la province d'Anvers.

| Région flamande (9)             | Région flamande (9) | Province de Brabant (3)      | Province de Brabant (3) | Région wallonne (2)    | Région wallonne (2) |
| ------------------------------- | ------------------- | ---------------------------- | ----------------------- | ---------------------- | ------------------- |
| Province d'Anvers               | 6                   | Région de Bruxelles-Capitale | 3                       | Province de Hainaut    | 0                   |
| Province de Flandre-Occidentale | 1                   | Province du Brabant flamand  | 0                       | Province de Liège      | 2                   |
| Province de Flandre-Orientale   | 2                   | Province du Brabant wallon   | 0                       | Province de Luxembourg | 0                   |
| Province de Limbourg            | 0                   |                              |                         | Province de Namur      | 0                   |

1. ↑  Au niveau footballistique, la province de Brabant est toujours unitaire malgré sa partition territoriale en 1995.

### Admission et relégation
Le Royal Tilleur Football Club, un des promus, et l'Association Royale Athlétique La Gantoise, qui venait de disputer sa 11e saison consécutive parmi l'élite, sont relégués. 
Ils sont remplacés la saison prochaine par les deux relégués de la saison passée, le Sporting Club Anderlechtois et le Royal Football Club Brugeois, qui effectuent donc un aller/retour vers la Division 1.

### Changements de nom
Les deux clubs malinois sont reconnus « Société Royale » et adaptent leurs appellations officielles.
- Le Racing Club de Malines devient le Racing Club de Malines Société Royale
- Le Football Club Malinois devient le Royal Football Club Malinois

### Bilan de la saison
| Championnat de Belgique de football 1928-1929 |                           |
| Champion                                      | R. Antwerp FC (1er titre) |
| Dauphin                                       | R. Beerschot AC           |
| Promotions et relégations                     |                           |
| Promus en Division d'Honneur                  | R. FC Brugeois            |
| Promus en Division d'Honneur                  | SC Anderlechtois          |
| Relégués en Division 1                        | ARA La Gantoise           |
| Relégués en Division 1                        | R. Tilleur FC             |